# Badminton bei den Youth Deaflympics
Badmintonwettbewerbe werden bei den Youth Deaflympics seit der ersten Austragung im Jahr 2024 ausgetragen. Die erste Auflage wurde von der Confederação Brasileira de Badminton organisiert und im Paralympics Sports Centre in São Paulo vom 17. bis zum 19. Januar 2024 ausgetragen. Herrendoppel und Damendoppel standen nicht im Programm der Spiele. Taiwan gewann bei der Erstauflage zwei der drei möglichen Goldmedaillen, die dritte ging an Zypern.

## Die Sieger
| Saison | Herreneinzel    | Dameneinzel | Herrendoppel | Damendoppel | Mixed                     |
| ------ | --------------- | ----------- | ------------ | ----------- | ------------------------- |
| 2024   | Markos Savvides | Hsiao An-yu | -            | -           | Lin Chia-hsun Hsiao An-yu |